# Pero de Ronda
Pero de Ronda es una  variedad cultivar de manzano (Malus domestica) Esta es una variedad del manzano que se cultiva solo en esta región del interior de Málaga, Ronda. Presenta un fruto muy resistente a las inclemencias meteorológicas y al paso del tiempo una vez recolectado, puede conservarse hasta seis meses fresco.

## Sinonimia
- "Manzana Pero de Ronda",
- "Pero Blanco de Ronda".

## Historia
El 'Pero de Ronda' ya en la segunda mitad del siglo XIX, fue una fruta extremadamente conocida y reconocida en los principales mercados de abastos de toda España. Incluso el nombre de dicho fruto llegó a formar parte de expresiones coloquiales en algunos círculos andaluces y castellanos. Prueba de ello son algunos ejemplos que se consideran de interés: El jiennense Juan José Moreti, en su obra "Historia de Ronda", del año 1867, escribe:

...sus esquisitos peros de singular tamaño, delicado gusto, hermosa vista y mucho aguante
Juan José Moreti (1815-1890) en su obra "Historia de la muy noble y muy leal Ciudad de Ronda".

y afirma asimismo que los citados peros eran fruta común en las mesas de la corte en Madrid.
El 'Pero de Ronda' tenía hasta los años 70 una difusión de mercado nacional: Madrid, Barcelona, Bilbao… Pero, como otras especies frutales de la zona, su producción se ha reducido mucho en las últimas décadas. En parte por la competencia de las variedades comerciales introducidas en los últimos tiempos, y en parte por problemas fitosanitarios de esta variedad en particular, que han llevado a algunos productores a arrancar centenares de ejemplares de manzano.

## Características
El manzano de la variedad 'Pero de Ronda' tiene un vigor medio elevado, es más resistente a la sequía que las variedades comerciales; florece a finales de abril; tubo del cáliz pequeño, triangular o en embudo con tubo corto, estambres insertos por debajo de la mitad.
La variedad de manzana 'Pero de Ronda' tiene un fruto de tamaño mediano a grande, frutos con diámetro máximo de 70-76 mm, y peso medio de 180-190 g; forma más alta que ancha, globulosa cónica o cónica, más acentuada hacia la parte inferior, levantada más de un lado que de otro en su cima, presenta contorno suavemente irregular; piel suavemente grasa al tacto; con color de fondo de verde amarillo, sobre color ausente o ligeramente cobriza, presentando un punteado abundante, más denso en la zona superior, de color claro entremezclado con otro pequeño ruginoso y aureolado de blanco, y una sensibilidad al "russeting" (pardea miento áspero superficial que presentan algunas variedades) débil; pedúnculo corto y medio, a la altura de los bordes o sobrepasándolos, leñoso y con yema lateral, anchura de la cavidad peduncular media, aunque da sensación de amplia, profundidad de la cavidad peduncular poco profunda, con chapa ruginosa en forma estrellada, borde irregulares y a veces achatados unos más que otros, y con importancia del "russeting" en cavidad peduncular medio; anchura de la cav. calicina más bien estrecha, profundidad de la cav. calicina poco profunda pero formando pequeña cubeta, rebajada más o menos notablemente de un lado, quedando a veces la tangente marcadamente inclinada, y con importancia del "russeting" en cavidad calicina débil; ojo pequeño, herméticamente cerrado, a veces inapreciable por la pérdida de sépalos; sépalos carnosos en su base, anchos, cortos, la ruginosidad de color oscuro en el fondo caracteriza en conjunto.
Carne de color verdosa y amarillenta; textura tierna, jugosa, crujiente; sabor característico de la variedad, ligeramente agridulce muy agradable; corazón bulbiforme; eje abierto y hueco; celdas alargadas y estrechas, rellenas de lanosidad; semillas abortadas la mayoría, pintiagudas.
Maduración y recolección en la segunda quincena de octubre. Se mantiene durante mucho tiempo fresco una vez cortado, con frío alcanza un tiempo de conservación de 5 a 6 meses.

## Cultivo
El área de cultivo tradicional son las huertas del río Guadalcobacín, afluente del río Guadiaro, también conocidas como “las huertas de Ronda”, Arriate y, en menor medida, en el Valle del Genal.
El Valle del Guadiaro es una zona tradicional de buena producción de manzana; especialmente, en las amplias huertas de la Cañada del Real Tesoro y de la Estación de Cortes de la Frontera.
También es posible encontrarlo en algunos viveros de la zona de Ronda, donde existe una cierta demanda de plantas de esta variedad local; sobre todo, para huertos de ocio y jardines privados.

## Variedades en recuperación
La Diputación Provincial de Málaga, en colaboración con el SERIDA de Asturias están realizando diferentes análisis en el proyecto de la tipificación y recuperación de esta variedad mejorandola con respecto a los ataques fitosanitarios que actualmente soporta.
En la zona de cultivo del 'Pero de Ronda' también se encuentran otras variedades de manzanas que se intentan recuperar para evitar su pérdida. Entre otras puede encontrarse en el Valle del Guadalcobacín, 'Pero Cotrofo', con una textura igual de jugosa pero con sabor terroso. El resto de variedades son la 'Manzana de Aragón', el 'Cañaval Colorao', el 'Pero Bonito' y el 'Pero Maíllo'. Este último se suele emplear como portainjerto a la hora de plantar el 'Pero de Ronda'.

## Sensibilidades
- Oidio: ataque muy débil
- Carpocapsa: ataque medio
- Moteado: ataque fuerte
- Momificado: ataque débil[10]
- Chancro del manzano: ataque débil.[6]